# 大枝総成
大枝 総成（おおえ の ふさなり）は、平安時代初期の貴族。鋳銭長官・大枝継吉の子。官位は従四位上・伊予守。

## 経歴
嵯峨朝の弘仁10年（819年）従五位下に叙爵する。
淳和朝の天長3年（826年）従五位上に昇叙されると、翌天長4年（827年）正子内親王の立后に伴って、正五位下・皇后宮亮に叙任される。同年8月には典侍・継子女王の禁中の宿所の板敷の下に生育していた芝草（霊芝）4株を天皇に献上したている。天長10年（833年）にも従四位下に叙せられており、淳和朝で順調に昇進を果たした。
仁明朝では承和5年（838年）従四位上、承和6年（839年）刑部大輔に叙任されている。承和7年（840年）伊予守として地方官に転じた。

## 官歴
『六国史』による。
- 時期不詳：正六位上
- 弘仁10年（819年） 正月7日：従五位下
- 天長3年（826年） 正月7日：従五位上
- 天長4年（827年）  2月28日：正五位下、皇后宮亮（皇后・正子内親王）
- 天長10年（833年） 正月7日：従四位下
- 承和5年（838年） 正月7日：従四位上
- 承和6年（839年） 正月11日：伊○守。9月7日：刑部大輔
- 承和7年（840年） 11月5日：伊予守

## 系譜
- 父：大枝継吉[2]
- 母：不詳
- 生母不明の子女
  - 男子：大江氏雄[2]
  - 男子：大江告子[2]